# ギラウト・リキエル
ギラウト・リキエルまたはギロー・リキエ（Guiraut Riquier）は、13世紀プロヴァンスの詩人・音楽家。最後のトルバドゥールの一人といわれる。作品の執筆と保存に配慮したため名を残した。ナルボンヌ子爵の賢者アルマリックや賢王アルフォンソ10世に仕えた。ロデ伯アンリ2世にも仕えたと言われる。
| スタブアイコン | サブスタブ | この項目は、まだ閲覧者の調べものの参照としては役立たない、クラシック音楽に関連した書きかけの項目です。この項目を加筆・訂正などしてくださる協力者を求めています（P:クラシック音楽/PJ:クラシック音楽）。 |

| スタブアイコン | サブスタブ | この項目は、まだ閲覧者の調べものの参照としては役立たない、文人（小説家・詩人・歌人・俳人・作詞家・作家・放送作家・随筆家（コラムニスト）・文芸評論家）に関連した書きかけの項目です。この項目を加筆・訂正などしてくださる協力者を求めています（P:文学/PJ:作家）。 |

| スタブアイコン | サブスタブ | この項目は、まだ閲覧者の調べものの参照としては役立たない、音楽関係者（バンド等）に関連した書きかけの項目です。この項目を加筆・訂正などしてくださる協力者を求めています（P:音楽/PJ:芸能人）。 |